# SurfEU
surfEU war ein europäischer Internet Service Provider, der einen Internetzugang, einen kostenlosen E-Mail-Dienst sowie kostenlosen SMS-Versand angeboten hatte.

## Entstehung
surfEU wurde im September 1999 von Dov und Anat Bar-Gera gegründet. Nach der Gründung des Unternehmens erwarb die Media-Saturn-Holding eine bedeutende Beteiligung an surfEU. Weitere Investoren waren die Invision AG aus Zug, Grumann Hill aus New York und Venture Partners aus Zürich. Die Geschäftsführung hielt eine wesentliche Beteiligung an dem Unternehmen.

## Geschichte
surfEU wurde im April 2001 vom italienischen Internet Service Provider Tiscali übernommen. Durch diese Transaktion stieg Tiscali mit über 1,8 Millionen aktiven Kunden (Stand: 31. März 2001) zum drittgrößten Internet-Provider im deutschen Markt auf.
Eine der größten Stärken von surfEU lag in der Kooperation mit der Media-Saturn-Holding, durch die der Internet Service Provider sehr schnell expandierte und die Kosten für die Kundenakquise niedrig halten konnte. Darüber hinaus hatte surfEU in Finnland ein Vertriebsabkommen mit R-Kioski und Expert abgeschlossen.
Einen Internetzugang bietet surfEU heute nicht mehr an. Die E-Mail-Adressen von surfEU (@surfeu.de) wurden am 28. Oktober 2008 aufgrund des Rückzuges von Tiscali in Deutschland ungültig.